# Ary Borges
Ariadina "Ary" Alves Borges, född den 28 december 1999 i São Luís, är en brasiliansk fotbollsspelare.

## Karriär
Ary Borges inledde sin seniorkarriär i Sport Club do Recife år 2017. Hon har även spelat för São Paulo FC och SE Palmeiras innan hon 2023 kontrakterades av Racing Louisville FC. Hon debuterade i Brasiliens damlandslag år 2020.